# Ahmed ibn Saïd
Ahmad ibn Saïd al-Busaïdi (né en 1710 à Adam et mort le 15 décembre 1783 à Rustaq), est Sultan d'Oman de 1744 à sa mort.
Il dépose la dynastie Yarubide au cours d'une guerre civile de grande ampleur durant laquelle une grande partie du sultanat est occupée par la Perse.
Sa concurrence aux fonctions d'Imam et de Sultan avec le dernier Ya'ariba, Bal'arab bin Himyar, est le prétexte pour les omanais de chasser l'occupant iranien. Finalement, Bal'arab est tué au combat en 1749 et Ahmed qui, en 1747, est parvenu à massacrer une grande partie de l'armée d'occupation perse, est officiellement élu Imam d'Oman en 1749.
Au faîte de sa popularité, il instaure la dynastie al-Saïd qui règne encore sur le sultanat d'Oman au XXIe siècle.